# أحمد هوبر
أحمد هوبر هو مصرفي وصحفي سويسري، ولد في مارس 1927 في كانتون فريبورغ في سويسرا، وتوفي في 15 مايو 2008 في موري باي برن في سويسرا.